# Aloe Blacc
Egbert Nathaniel Dawkins III (Laguna Beach, 7 de janeiro de 1979) conhecido como Aloe Blacc (/ˈæloʊ blæk/), é um cantautor, rapper e músico norte-americano. Ele é conhecido pelos seus singles "I Need a Dollar"; o single de 1.º lugar no Reino Unido, "The Man"; e por escrever e performar nos vocais de "Wake Me Up" de Avicii, que alcançou o 1.º lugar em 22 países.

## Filantropia
Blacc está ativamente envolvido em Malaria No More. A missão de caridade é acabar com as mortes por malária, através de "líderes engajados, reunindo o público, e entregar as ferramentas salva-vidas e educação para as famílias em toda a África".

## Vida pessoal
Aloe Blacc é casado com a rapper mexicana Maya Jupiter.
Em setembro de 2013, eles tiveram a primeira filha deles, uma menina chamada Mandela.

## Prêmios
- 2012 Brit Award - Best International Male Soul Artist (nomeado)[7]
- 2012 Brit Award - Best International Breakthrough Act (nomeado)[7]
- 2011 Soul Train Awards - Centric Award (nomeado)[8]
- 2011 Worker's Voice Award[9]
- 2014 BET Awards - Centric Award (pendente)[10]

## Notáveis aparições
- Glastonbury Festival
- Lollapalooza Festival
- iTunes Music Festival
- Montreal Jazz Festival
- Zermatt Unplugged Festival
- The Falls Music & Arts Festival
- Super Rock Festival
- North Coast Music Festival
- United Islands Prague 2013
- National Anthem for the 2014 Daytona 500
- Electric Forest Festival 2014
- Nickelodeon Kids Choice Awards 2014
- Coachella Valley Music and Arts Festival 2014
- WrestleMania 31 2015
- Avicii Tribute Concert

## Aparições na televisão
- 2015: Real Time with Bill Maher
- 2014: Participou do filme: Get On Up
- 2014: "The Queen Latifah Show"
- 2014: Sunday Brunch
- 2014: Jimmy Kimmel Live
- 2014: 2014 Kids' Choice Awards
- 2014: The Voice
- 2014: The Ellen DeGeneres Show
- 2013: The Voice
- 2013: Dancing with the Stars
- 2012: Frost Over the World
- 2011-2012: Hootenanny with The Grand Scheme
- 2011: Conan
- 2011: The Graham Norton Show
- 2011: Lorraine
- 2011: Strictly Come Dancing
- 2011: Andrew Marr
- 2010: Later… with Jools Holland
- 2010: Late Night with Jimmy Fallon

## Discografia

### Álbuns de estúdio solos
- 2006: Shine Through
- 2010: Good Things
- 2013: Lift Your Spirit

### EPs solo
- 2013: Wake Me Up EP
- 2004: The Aloe Blacc EP 2: Me and My Music
- 2003: The Aloe Blacc EP

### Outras aparições

#### ComEmanon
- 1999: Acid 9
- 2001: Steps Through Time
- 2002: Imaginary Friends
- 2002: Anon & On
- 2005: The Waiting Room
- Bird's Eye View

#### ComRoseaux
- 2012:Roseaux (All 11 tracks feature vocals of Aloe Blacc)

#### Com Cradle
- 2009: Bee – Open Your Mind LP

#### Com The Grand Scheme
- 2010: "Dark End Of The Street" from the Carhartt: Dark End Of The Street Compilation
- 2011: "Green Lights Grand Scheme Remix" from the UK Sony/Epic Single Release

#### Com Joel Van Dijk
- 2011: "I Got The Blues" Rolling Stones Cover - Mojo: Sticky Soul Fingers Compilation
- 2012: "Ain't No Sunshine" Bill Withers Cover - Joel Van Dijk: A Kind of Blues